# یواس‌اس پورتر (دی‌دی‌جی-۷۸)
یواس‌اس پورتر (دی‌دی‌جی-۷۸) (به انگلیسی: USS Porter (DDG-78)) یک کشتی است که طول آن ۵۰۵ فوت (۱۵۴ متر) می‌باشد. این کشتی در سال ۱۹۹۷ ساخته شد.